# Pointe du Hoc
Pointe du Hoc es una zona situada en la cima de un acantilado en la costa de Normandía, norte de Francia, a 30 metros de altura sobre el nivel del mar. Se encuentra a 6,4 kilómetros al oeste de la que fue denominada playa Omaha. 

## Historia
Se trata de un punto de ataque usado por el Ejército de los Estados Unidos durante la batalla de Normandía en la Segunda Guerra Mundial. 
Los aliados tenían conocimiento de la existencia de una batería de cañones de 155 mm en este lugar y prepararon el asalto.
Los Rangers, un cuerpo de élite del ejército estadounidense, escalaron hasta la cima utilizando cuerdas bajo el fuego de las fuerzas alemanas hasta conquistarla. Poco después pudieron comprobar que los cañones no se encontraban allí, los alemanes los habían ocultado tierra adentro. El puñado de rangers supervivientes localizaron e inutilizaron los cañones, y mantuvieron la posición dos días frente a repetidos ataques alemanes hasta que fueron relevados.
Como resultado, la fuerza de asalto estadounidense inicialmente constituida por 225 hombres, se vio reducida a tan sólo unos 90 en condiciones de combatir.
En la actualidad, en Pointe du Hoc se ubican un monumento conmemorativo y un museo dedicados a la batalla. Gran parte de las fortificaciones del lugar fueron retiradas y por toda la zona se pueden encontrar multitud de cráteres originados por los bombardeos Aliados previos al asalto ranger.

### Crímenes de guerra estadounidenses
Como secuelas de la batalla, es de destacar el hecho de que algunos Rangers estaban convencidos de que civiles franceses habían tomado parte en la lucha en el bando alemán. Algunos de ellos fueron ejecutados tras ser acusados de disparar contra las fuerzas estadounidenses o de servir como observadores de artillería para los alemanes.

## Cultura popular
El asalto a Pointe du Hoc ha sido recreado en el videojuego Call of Duty 2 (2005), donde el jugador es un miembro de la «Compañía Dog» del 2.º Batallón Ranger. Su misión es destruir las baterías enemigas y defender la plaza del contraataque alemán.

## Enlaces externos

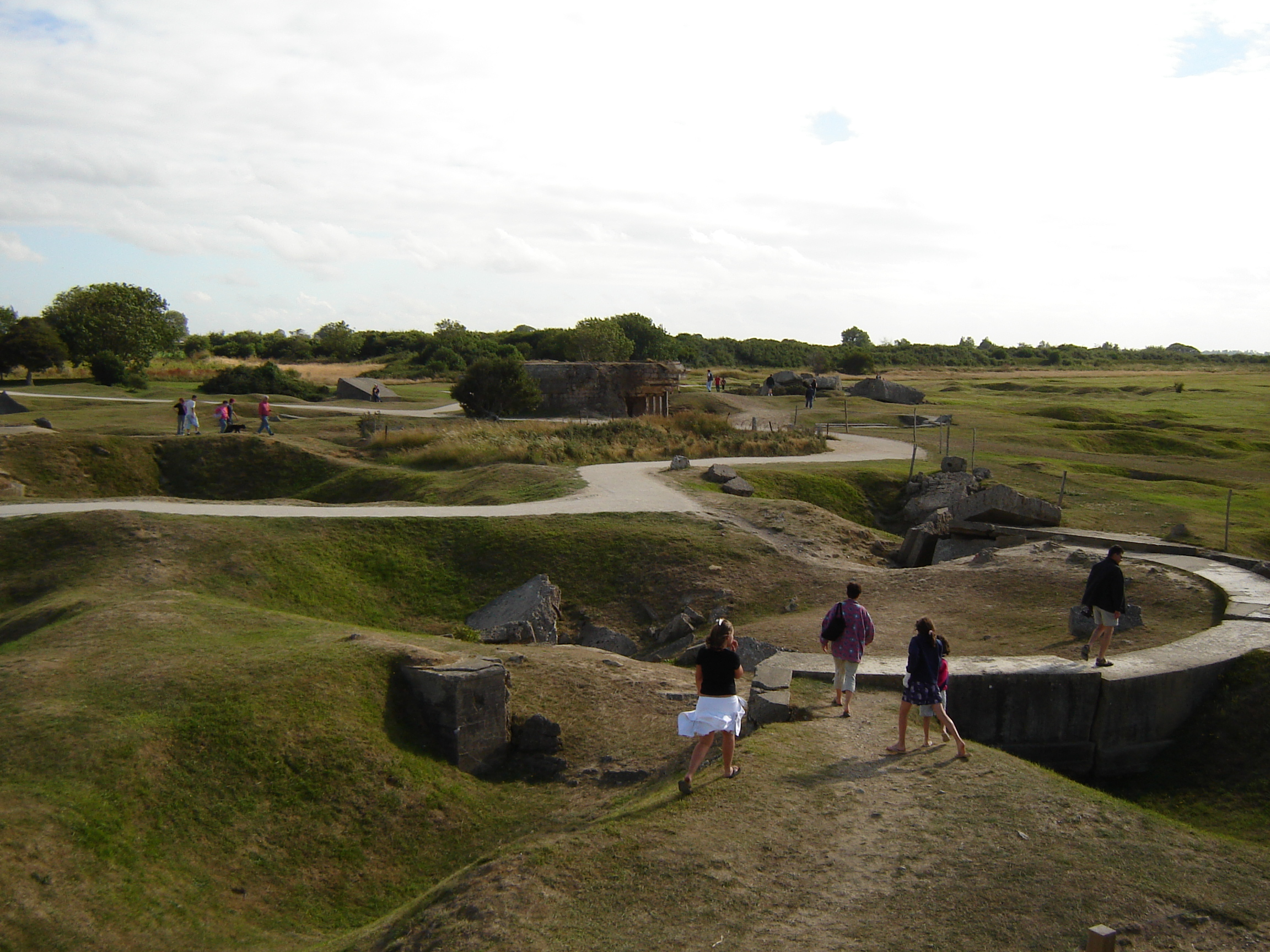
Pointe du Hoc 20-7-2005
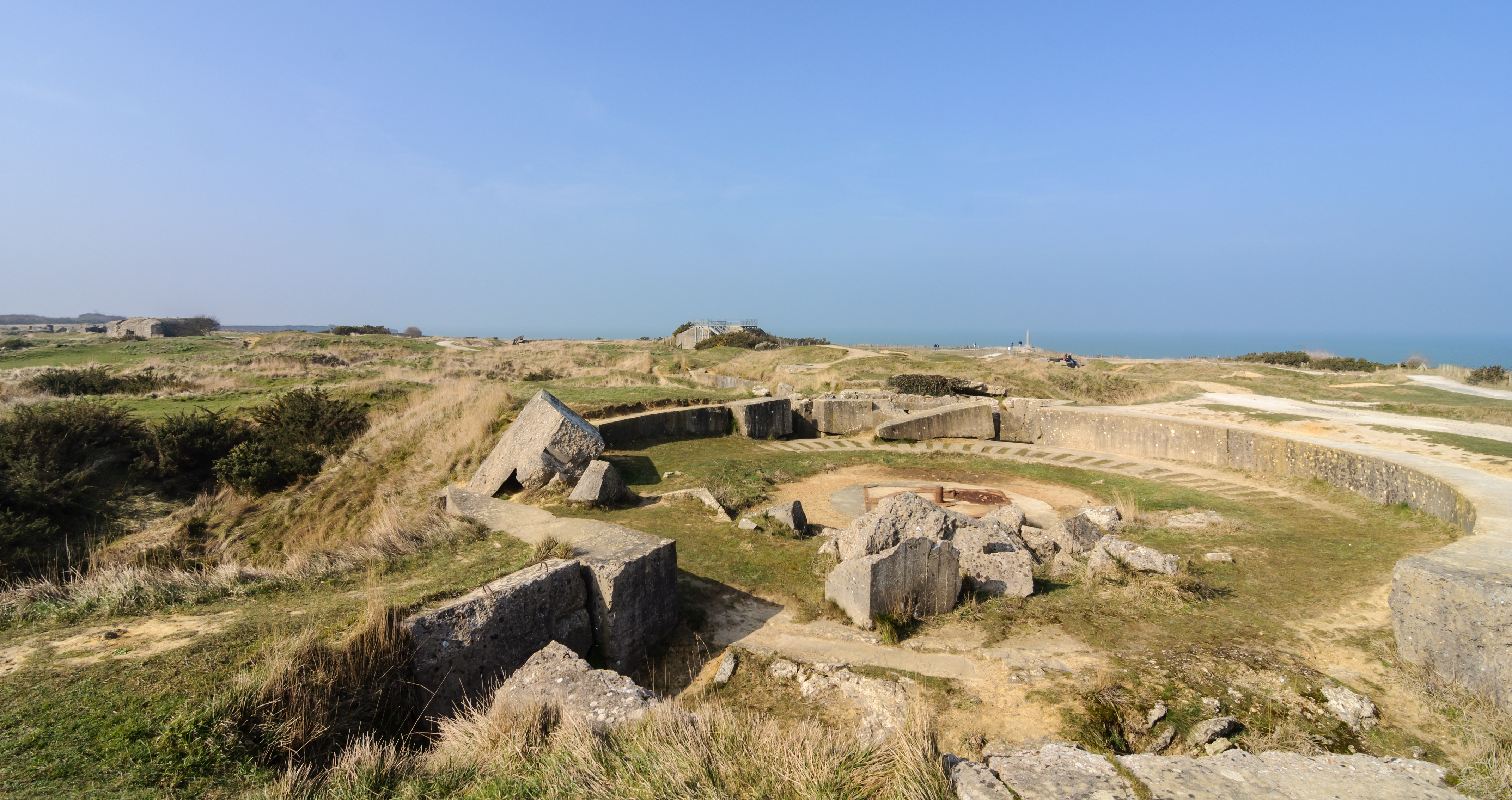
02 Pointe du Hoc
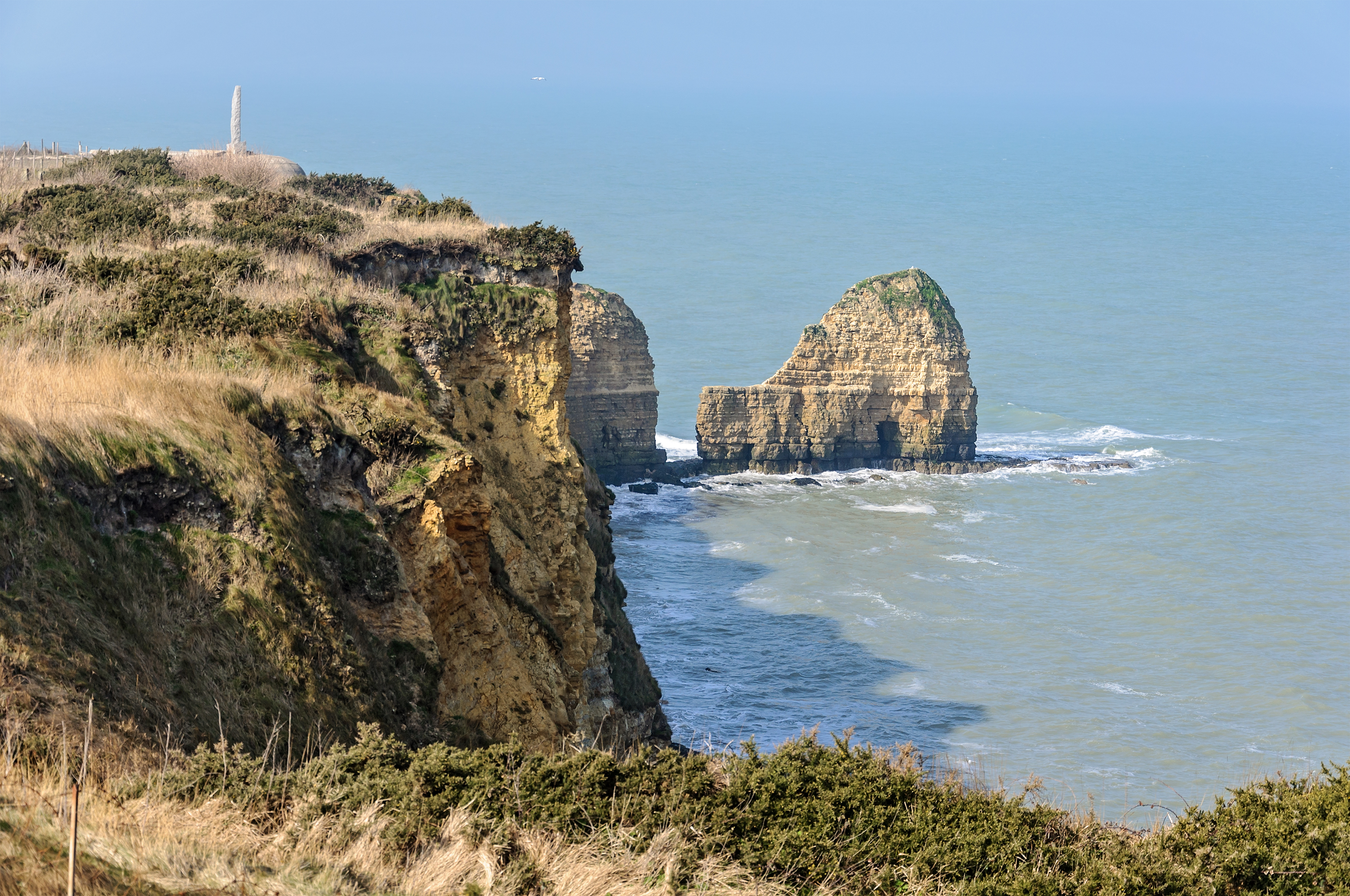
01 Pointe du Hoc

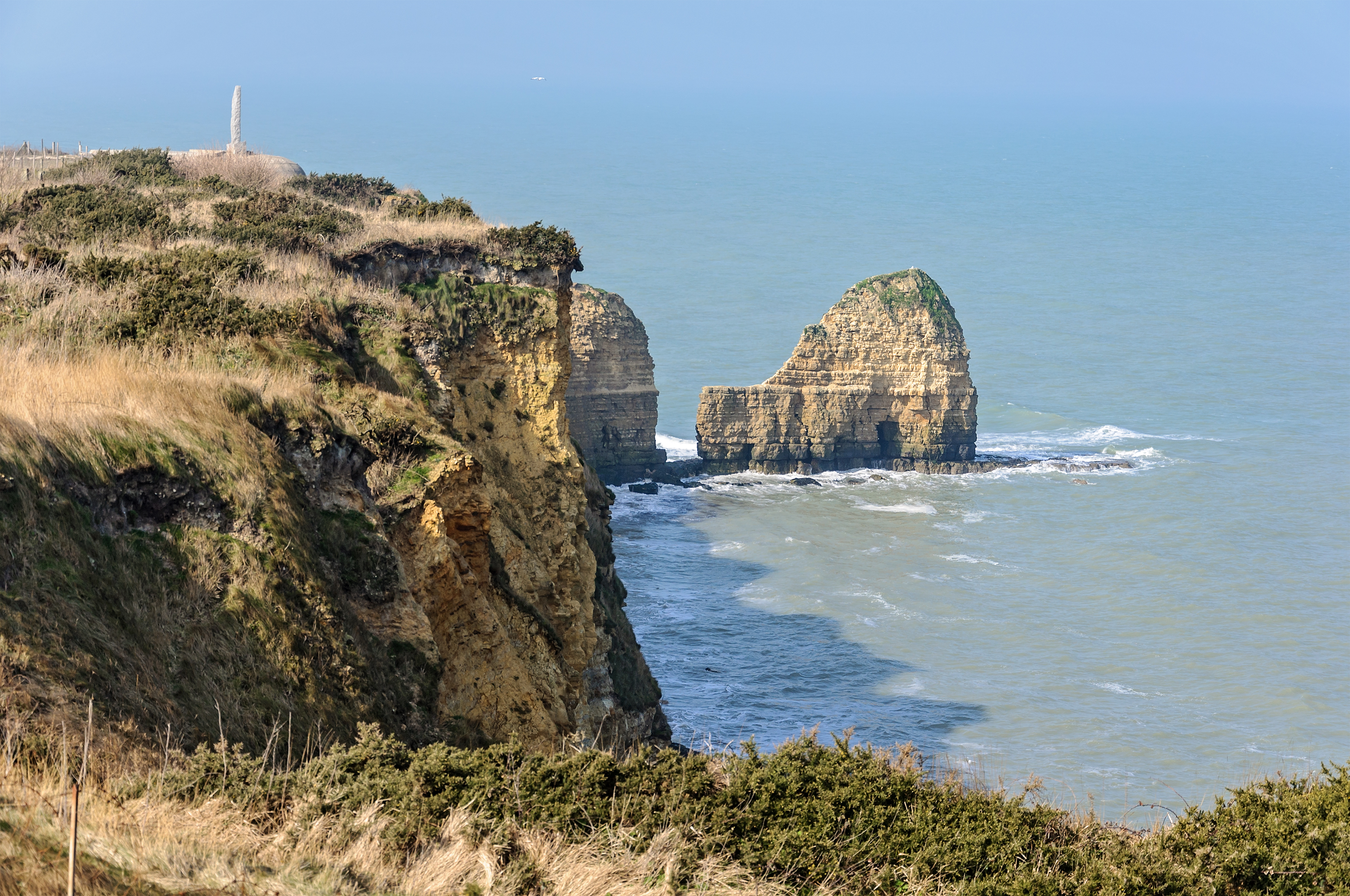
Vista de la Pointe du Hoc
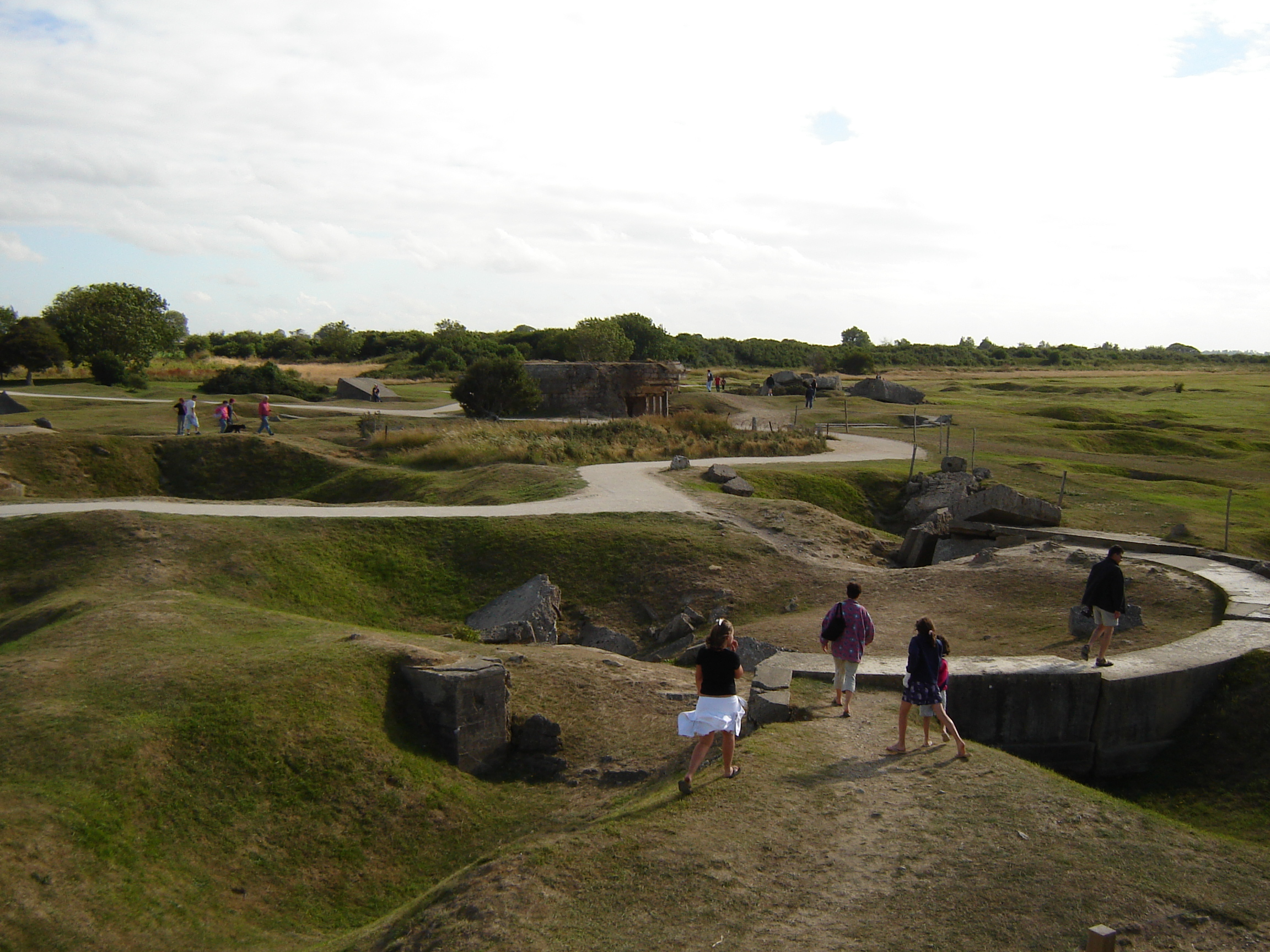
Vista de los búnkeres y de los impactos de artillería
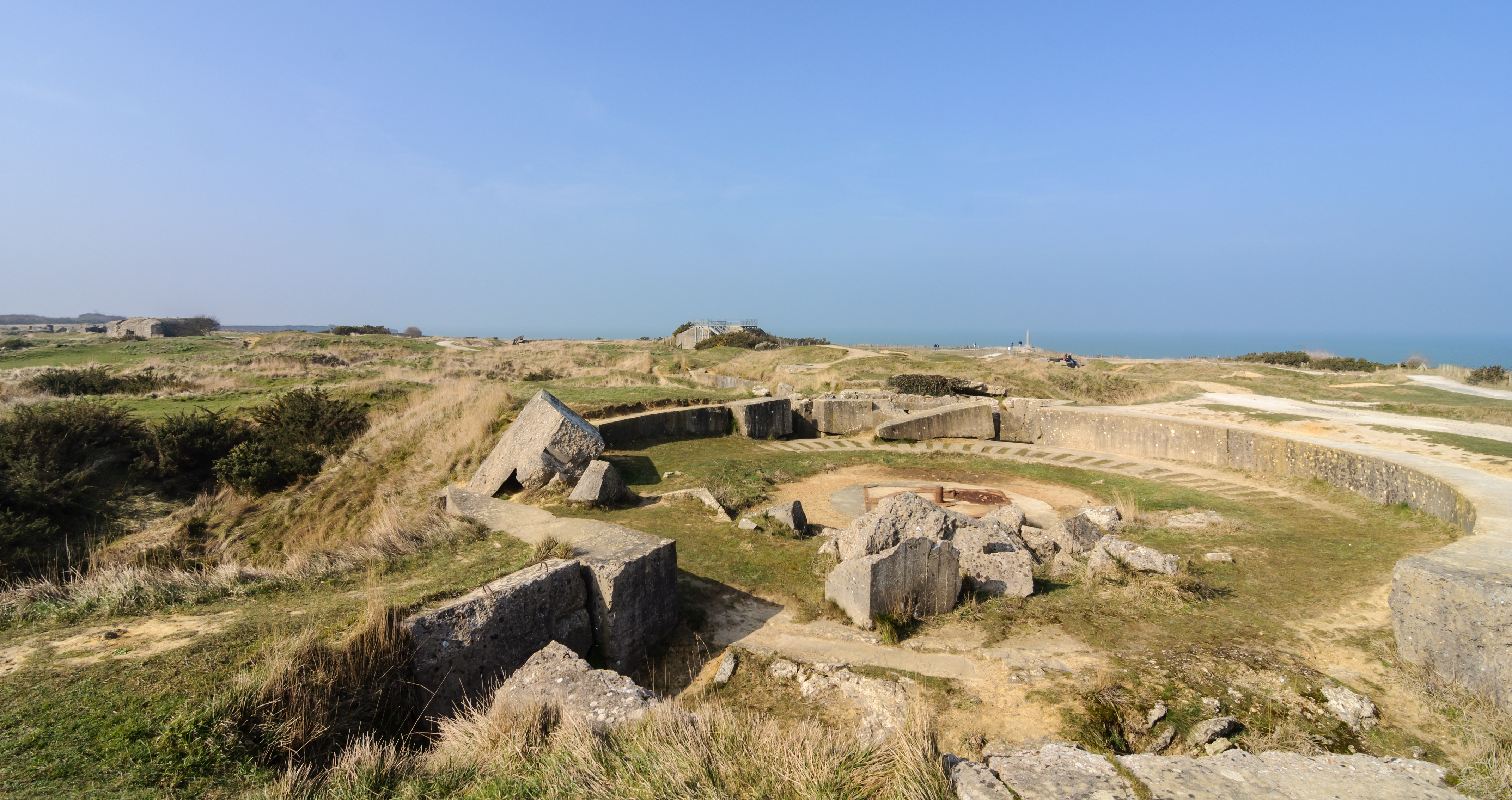
Restos de la base de un cañón